# Вальцювальне виробництво

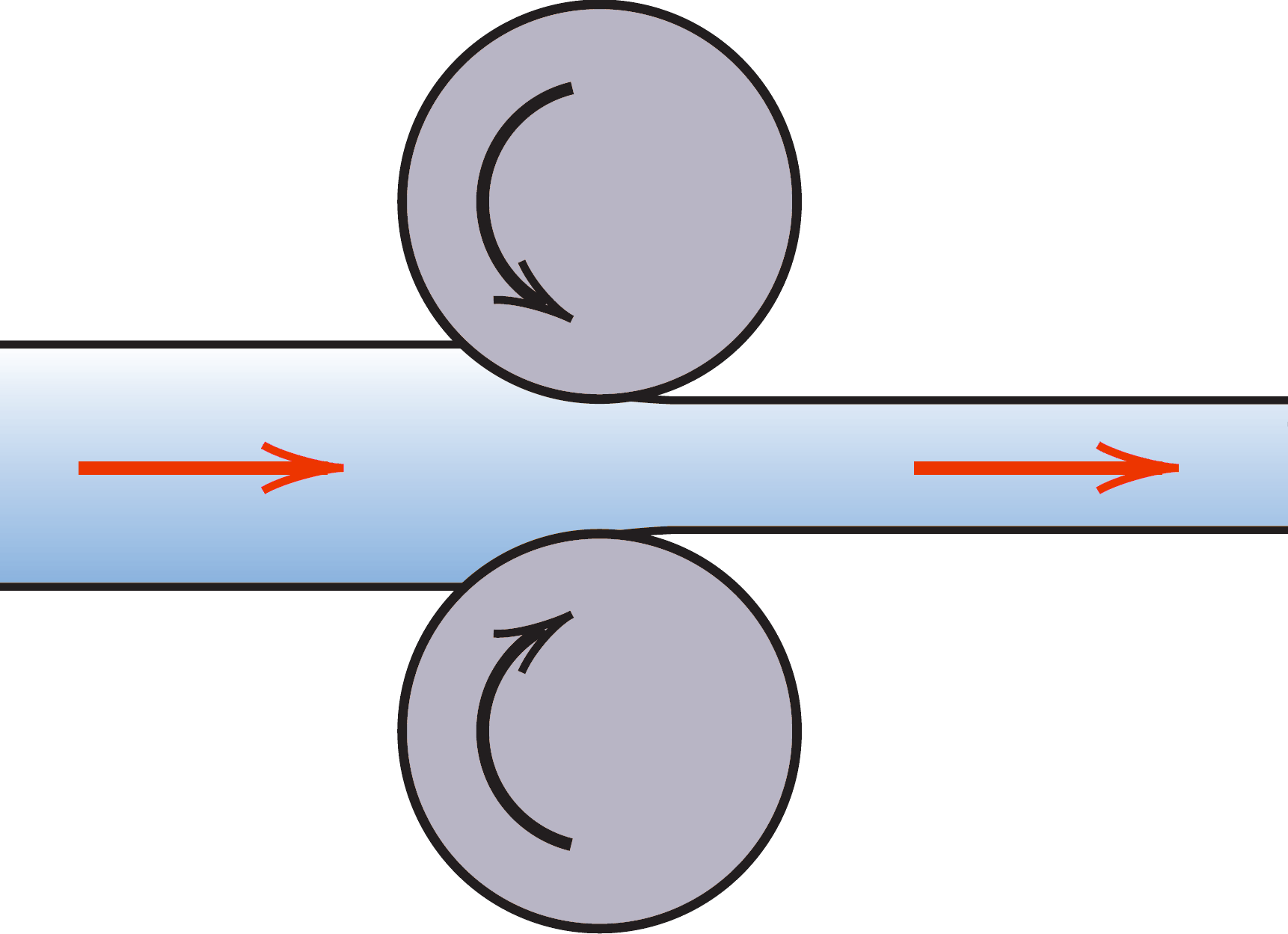
Схема гарячого і холодного вальцювання

Гаряче і холодне вальцювання. Анімація.

Вальцювальне виробництво
Вальцювання — заключний етап повного металургійного циклу. Воно основане на використанні ефекту пластичної деформації, яка полягає в зміні первісної форми і розмірів твердого тіла під дією прикладених до нього зовнішніх механічних сил.

## Загальна характеристика
Здатність до пластичної деформації у різних металів і сплавів неоднакова, вона залежить від хімічного складу, структури, температури, величини і направлення діючих сил. Для пластичної деформації необхідно, щоб навантаження, які прикладені до металу перевищували його межу текучості, але не досягали межі міцності. Якщо опір матеріалу руйнуванню вище межі його текучості на достатньо значну величину, то під дією навантаження він здатний деформуватися. Метали, у яких межа текучості близька до межі міцності (наприклад, чавун), не мають пластичності і не піддаються обробці тиском.
Процес вальцювання полягає в пропусканні металу в гарячому або холодному стані між двома валками, що обертаються назустріч один одному (рис.). Силою тертя, що виникає між металом і валками, притиснутий до валків метал захоплюється і протягується між ними, при цьому метал деформується і здобуває необхідну форму. Мета вальцювання — надання обробленому металу такої форми і товщини, які в подальшому дозволять використати метал з найбільшим ефектом. При вальцюванні змінюється внутрішня будова і поліпшуються механічні властивості металу.
У листовальцювальному виробництві нагріті зливки спочатку прокочують на міцних обтискних станах — слябінгах, які крім двох горизонтальних валків можуть мати й два вертикальних валка для обтиску бокових поверхонь металу, що прокочується. Робоча поверхня валків — гладенька. Товщина прокату визначається зазором між валками. Обтиснутий на слябінгу зливок перетворюється в плоский брусок прямокутного перетину — сляб. Така форма найзручніша для подальшого вальцювання в лист (жерсть, автолист, броньова, трансформаторна сталь і ін.).
В сортовальцювальному виробництві обтискні стани — блюмінги. На блюмінгу зливок обтискується в брус з квадратним перетином — блюм, що призначений для подальшої переробки на фігурний прокат. Для придання блюму необхідного профілю в поверхнях валків, що стикаються робляться вирізи відповідної форми.
Продукція вальцювального виробництва може являти собою закінчені вироби (наприклад, рейки), вироби, що потребують подальшої обробки (наприклад, балки, труби) і матеріали (листи, прутки).

## Вальцювальне виробництво в Україні
Вальцювальне виробництно в Україні має невисокий рівень, але є декілька підприємств де вальцювальне виробництво є досить таки показове. Наприклад: «АрселорМіттал Кривий Ріг».